# Kacper Mąkowski
Kacper Patryk Mąkowski (ur. 10 maja 1999 w Zielonej Górze) – polski koszykarz, grający na pozycjach niskiego lub silnego skrzydłowego, od 2023 zawodnik AZS AGH Kraków.
27 czerwca 2023 dołączył do AZS AGH Kraków.

## Osiągnięcia
Stan na 16 stycznia 2024, na podstawie, o ile nie zaznaczono inaczej.

### Drużynowe
Seniorskie
- Mistrz Polski (2020)

Młodzieżowe
- Uczestnik mistrzostw Polski: 
  - juniorów starszych (2015–2019)
  - juniorów (2016, 2017)
  - kadetów (2013–2015)
  - młodzików (2012, 2013)

### Reprezentacja
- Wicemistrz Europy U–16 dywizji B (2015)
- Uczestnik mistrzostw Europy dywizji B U–18 (2017 – 5. miejsce)